# 电能
电能（electric/electrical energy）是电荷及电荷运动所具有的能量，或是电以各种形式做功（即產生能量）的能力。
电能可以便捷的方式、极高的效率而转变为机械能、热能、化学能、光能、声能、磁能。电能被广泛应用在动力、照明、冶金、化学、纺织、通信、广播等各个领域，是科学技术发展、国民经济飞跃的主要动力。

## 種類
有直流电能、交流电能、高频电能、中頻電能、低頻電能等。这几种电能均可相互转换。

## 形式
日常生活中使用的电能，主要来自其他形式能量的转换，包括水能（水力发电）、热能（火力发电）、原子能（核电）、风能（风力发电）、化学能（电池）及光能（光电池、太阳能电池等）等。
电能也可转换成其他所需能量形式，如机械能（如电动机）、热能（如电热器）、化学能（如电镀）、光能（如电灯）、声能（如扬声器）、磁能（如电磁铁）。
电能可以靠有线或无线的形式，作远距离的传输。

## 單位
电能的单位是“焦耳”，简称“焦”，以拉丁文字母J表示。电能等于有功功率对时间的积分。
由于焦耳这个单位很小，在生活和生产中使用不方便，所以人们又使用一个比焦耳大的能量单位——千瓦时（俗称“度”）千瓦特的符号是kW·h。
电能的单位焦耳与千瓦时的换算公式是：1千瓦時 = 3.6×106 焦耳。